# Lutjanus guttatus
Lutjanus guttatus es una especie de peces de la familia Lutjanidae en el orden de los Perciformes.

## Morfología
Los machos pueden llegar alcanzar los 80 cm de longitud total.

## Hábitat
Es un pez de mar de clima tropical y asociado a los  arrecifes de coral que vive hasta 30 m de profundidad.

## Distribución geográfica
Se encuentra desde México hasta el Perú.

## Uso comercial
Se comercializa fresco o congelado.